# Never free
〈Never free〉는 우에하라 아즈미의 일곱 번째 싱글이다. 2006년 4월 19일 GIZA Studio에서 발매하였다.

## 개요
데뷔 초기때부터 싱글 커플링 곡의 작곡을 주로 했던 카와시마 다리아가 이번 싱글곡을 담당하였다.
편곡에는 전작에서 참가했던 오자와 마사즈미가 참가하였다. 니혼TV 프로그램《영화천국 치네☆파라》오프닝 테마곡으로 사용되었으며, 싱글버전 이외에도 7분 45초의 오리지널 버전이 커플링 곡으로 수록되어 있으나, 인스트루멘탈은 싱글버전만을 수록하였다.
또한 전작 싱글 비밀(일본어: 秘密)의 리믹스 버전이 수록되어 있다.
이 싱글의 초회한정반 특전으로는 우에하라 아즈미의 포토카드가 봉입되어 있으며, 포토카드 뒷면에는 2집 앨범 수록곡인 《Shiny way》가사의 한 구절이 우에하라가 직접 작성한 자필로 인쇄되어 있다. 이 싱글이 발매했을 당시에 《Shiny way》는 미발표 곡이었다.

## 수록곡
1. Never free
작사：우에하라 아즈미 / 작곡：카와시마 다리아 / 편곡：오자와 마사즈미
2. lie
작사：우에하라 아즈미 / 작곡,편곡：와타누키 마사아키
3. Never free ~original mix~
작사：우에하라 아즈미 / 작곡：카와시마 다리아 / 편곡：오자와 마사즈미
4. 비밀(일본어: 秘密) ~SECRET PUSH MIX~
작사：우에하라 아즈미 / 작곡：도쿠나가 아키히토
5. Never free ~Instrumental~

## 차트 성적
- 최고순위 55위 (오리콘)